# Саут-Солт-Лейк (Юта)
Саут-Солт-Лейк (англ. South Salt Lake) — місто (англ. city) в США, в окрузі Солт-Лейк штату Юта. Населення — 26 777 осіб (2020).

## Географія
Саут-Солт-Лейк розташований за координатами 40°42′20″ пн. ш. 111°53′55″ зх. д. / 40.70556° пн. ш. 111.89861° зх. д. (40.705653, -111.898623).  За даними Бюро перепису населення США в 2010 році місто мало площу 17,99 км², уся площа — суходіл.

## Демографія
Згідно з переписом 2010 року, у місті мешкало 23 617 осіб у 8554 домогосподарствах у складі 4604 родин. Густота населення становила 1313 осіб/км².  Було 9160 помешкань (509/км²).
Расовий склад населення:
| - 69,5 % — білих - 5,0 % — азіатів - 4,4 % — чорних або афроамериканців - 2,6 % — корінних американців - 1,0 % — вихідців з тихоокеанських островів - 13,4 % — осіб інших рас |

До двох чи більше рас належало 4,1 %. Частка іспаномовних становила 29,1 % від усіх жителів.
За віковим діапазоном населення розподілялося таким чином: 22,2 % — особи молодші 18 років, 71,0 % — особи у віці 18—64 років, 6,8 % — особи у віці 65 років та старші. Медіана віку мешканця становила 30,3 року. На 100 осіб жіночої статі у місті припадало 122,6 чоловіків;  на 100 жінок у віці від 18 років та старших — 127,2 чоловіків також старших 18 років.
Середній дохід на одне домашнє господарство  становив 46 245 доларів США (медіана — 37 083), а середній дохід на одну сім'ю — 52 748 доларів (медіана — 44 365). Медіана доходів становила 34 022 долари для чоловіків та 28 604 долари для жінок. За межею бідності перебувало 26,8 % осіб, у тому числі 38,2 % дітей у віці до 18 років та 9,0 % осіб у віці 65 років та старших.
Цивільне працевлаштоване населення становило 11 725 осіб. Основні галузі зайнятості: освіта, охорона здоров'я та соціальна допомога — 19,0 %, роздрібна торгівля — 15,2 %, науковці, спеціалісти, менеджери — 10,8 %, виробництво — 9,3 %.